# Wolfgang Ebert (Regisseur)

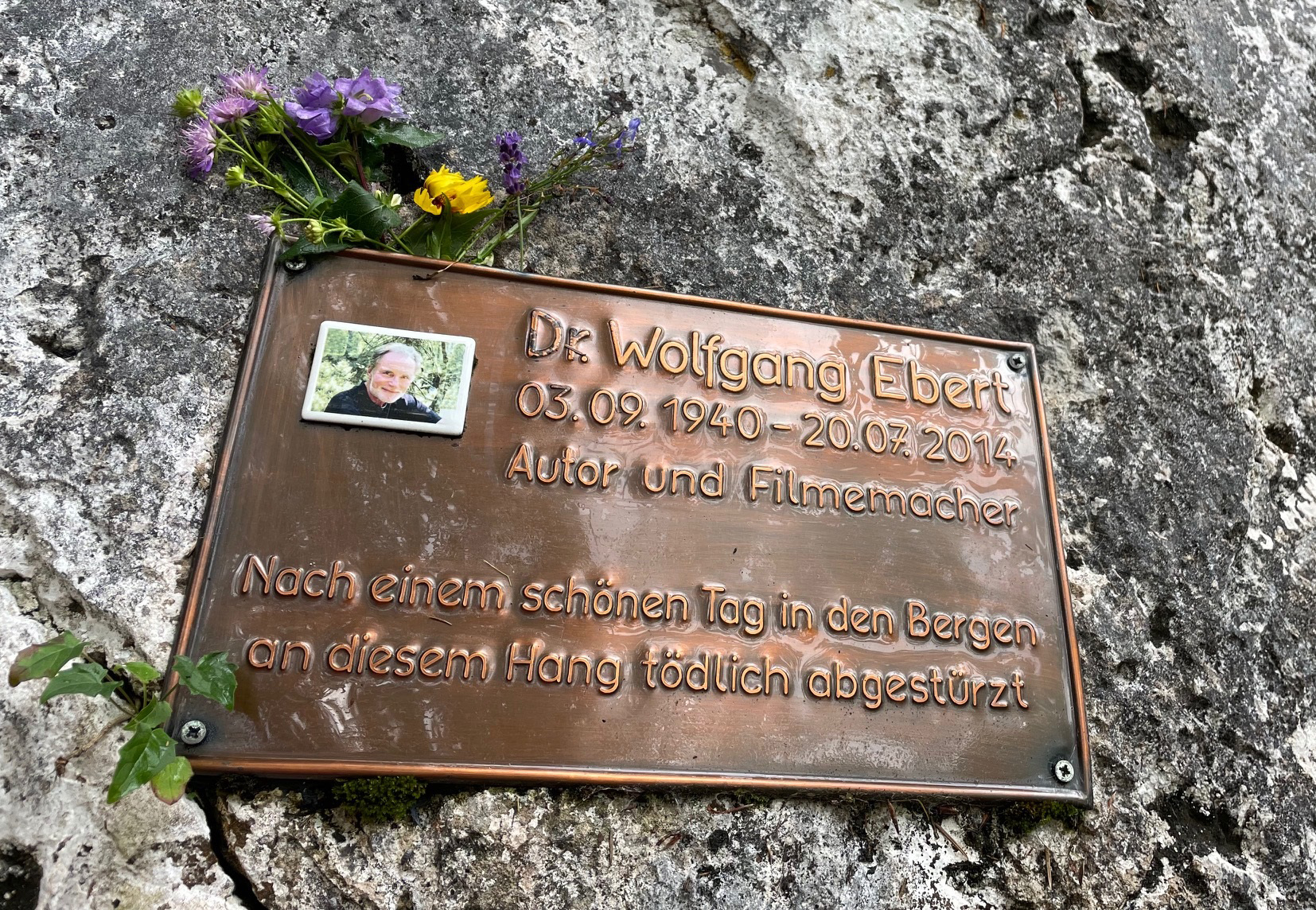
Gedenktafel für Wolfgang Ebert nach seinem Bergunfall in Ebbs (2014)

Wolfgang Ebert (* 3. September 1940 in Berlin; † 20. Juli 2014 in Ebbs) war ein deutscher Dokumentarfilmer, Regisseur und Sachbuchautor.

## Leben und Wirken
Ebert studierte in Berlin Germanistik, Publizistik, Theaterwissenschaft und Kunstgeschichte und wurde 1967 promoviert. Er absolvierte 1967–1968 ein Volontariat beim ZDF, arbeitete danach zunächst als freier Mitarbeiter für verschiedene Fernsehsender und Zeitschriften. Für die NDR-Reportage Lohntarifrunde wurde er 1973 mit einem Ernst-Schneider-Preis im Bereich Fernsehen ausgezeichnet. Im ZDF wurde er 1974 stellvertretender Abteilungsleiter der Redaktionen Kultur und Gesellschaft sowie Literatur und Kunst und arbeitete in dem Sender als Autor und Regisseur. 1976–1977 war er auch Comoderator der ZDF-Kultursendung Aspekte. Von 1981 bis 1991 präsentierte er als Autor und Regisseur die Sendereihe Menschenskinder!.  Weitere erfolgreiche Filmreihen waren Höllenfahrten und Jäger verlorener Schätze. Teilweise veröffentlichte er Sachbücher zu seinen Filmen. Nach seinem Ausstieg beim ZDF aus Altersgründen arbeitete Ebert als freier Autor und Filmemacher. 2013 erschien sein Roman Die erste Frau.
Am 20. Juli 2014 verunglückte Ebert bei einer Bergtour beim Abstieg, kurz vor der Ankunft im Tal bei Ebbs in Tirol, tödlich. Davon zeugt eine Gedenktafel an dieser Stelle.

## Anmerkung/Einzelnachweise
1. ↑  Traueranzeige in der Süddeutschen Zeitung: Wolfgang Ebert vom 26. Juli 2014
2. ↑  Preisträger. In: IHK-Preis für Wirtschaftsjournalismus "Ernst Schneider". Abgerufen am 6. Juni 2024 (deutsch).

| Personendaten    | Personendaten                                           |
| ---------------- | ------------------------------------------------------- |
| NAME             | Ebert, Wolfgang                                         |
| KURZBESCHREIBUNG | deutscher Dokumentarfilmer, Regisseur und Sachbuchautor |
| GEBURTSDATUM     | 3. September 1940                                       |
| GEBURTSORT       | Berlin                                                  |
| STERBEDATUM      | 20. Juli 2014                                           |
| STERBEORT        | Ebbs                                                    |